# Leonivka, Jîtomîr
Leonivka (în ucraineană Леонівка) este un sat în comuna Mîroliubivka din raionul Jîtomîr, regiunea Jîtomîr, Ucraina.

## Demografie
Componența lingvistică a localității Leonivka
     Ucraineană (97,69%)
     Rusă (2,31%)
Conform recensământului din 2001, majoritatea populației localității Leonivka era vorbitoare de ucraineană (97,69%), existând în minoritate și vorbitori de rusă (2,31%).